# Tenoksiksam
Tenoksikám, pod zaščitenim imenom Mobiflex in drugimi, je nesteroidna protivnetna učinkovina, ki se uporablja za lajšanje vnetja, otekanja, okorelosti in bolečin pri revmatoidnem artritisu, osteoartritisu, ankilozirajočem spondilitisu (vrsta artritisa, ki prizadene hrbtenico), tendinitisu (vnetje kit), burzitisu (vnetje sluznikov oziroma burz ob sklepih) in periartritisa ramen ali kolkov (vnetje tkiv, ki obdajajo omenjene sklepe).
Spada v skupino nesteroidnih protivnetnih zdravil, ki se imenujejo oksikami. Neselektivno zavira encim ciklooksigenazo (COX-1 in COX-2).
Patentiralo ga je farmacevtsko podjetje Roche leta 1974, za klinično uporabo pa so ga odobrili leta 1987. V Sloveniji zdravilo s tenoksikamom ni na voljo, v več evropskih državah pa je na trgu v obliki zdravil na recept.